# Bambereca
Bambereca is een geslacht van hooiwagens uit de familie Assamiidae.
De wetenschappelijke naam Bambereca is voor het eerst geldig gepubliceerd door H. Kauri in 1985. 

## Soorten
Bambereca is monotypisch en omvat slechts de volgende soort:
- Bambereca spinifrons